# Revaz Mindorašvili
Revaz Mindorašvili (gruzínsky რევაზ მინდორაშვილი) nebo (anglicky Revaz Mindorashvili), (* 1. července 1976 v Kolagi, Kachetie, Sovětský svaz) je bývalý gruzínský zápasník – volnostylař, olympijský vítěz z roku 2008.

## Sportovní kariéra
Volnému stylu se začal věnovat ve 14 letech v Gurdžáni pod vedením Davita Gonašviliho. V roce 1994 se přesunul do Tbilisi, kde se připravoval pod vedením Marlena Osikmašviliho. V gruzínské seniorské reprezentaci se poprvé objevil v roce 1998 ve velterové váze. V roce 2000 se však na olympijské hry v Sydney nekvalifikoval. První mezinárodní úspěchy se dostavily se změnou váhové kategorie v roce 2002. Na olympijské hry v Athénách v roce 2004 odjížděl s medailovými ambicemi, ale nevyladil optimálně formu a nepostoupil ze základní skupiny. V roce 2008 jel s přesvědčením odčinit neúspěch z předchozích her na olympijské hry v Pekingu. Potom co zvládl vyhrocený semifinálový zápas s Giorgi Ketojevem z Ruska, porazil ve finále Jusupa Abdusalamova z Tádžikistánu a vybojoval zlatou olympijskou medaili. Následně ukončil sportovní kariéru. Věnuje se trenérské práci.

## Vyznamenání
- Prezidentský řád znamenitosti – Gruzie, 2018[1]

## Výsledky
| Turnaj             | 1999      | 2000      | 2001      | 2002         | 2003         | 2004         | 2005         | 2006         | 2007         | 2008         |
| Turnaj             | 23        | 24        | 25        | 26           | 27           | 28           | 29           | 30           | 31           | 32           |
| Turnaj             | velterová | velterová | velterová | střední váha | střední váha | střední váha | střední váha | střední váha | střední váha | střední váha |
| ------------------ | --------- | --------- | --------- | ------------ | ------------ | ------------ | ------------ | ------------ | ------------ | ------------ |
| Olympijské hry     |           | —         |           |              |              | 13.          |              |              |              | 1.           |
| Mistrovství světa  | —         |           | 7.        | 6.           | 3.           |              | 1.           | 2.           | 30.          |              |
| Mistrovství Evropy | 13.       | —         | 8.        | 3.           | 1.           | 2.           | 5.           | 18.          | —            | 2.           |